# 泉山 (闽越)
泉山是闽越的一座山峰，为当时的军事要地。东越王余善曾率军驻扎在泉山。朱买臣任西汉中大夫时，称泉山“一人守险，千人不得上”。宋朝以来，关于泉山在何处，史书有五种不同说法：福州说、浦城说、泉州说、江山说、永嘉说，目前学术界大多采浦城说。